# Martin Rother

Martin Rother 2023

Martin Rother (* 30. Mai 1978 in Düsseldorf) ist ein deutscher Schauspieler. Er wurde zunächst durch zahlreiche Theaterengagements im deutschsprachigen Raum bekannt, bevor er sich auf Arbeiten für Film und Fernsehen spezialisierte. Internationale Aufmerksamkeit erlangte er durch seine Mitwirkung im Spielfilm In die Sonne schauen (Sound of Falling), der 2025 bei den Internationalen Filmfestspielen von Cannes mit dem Preis der Jury ausgezeichnet wurde.

## Leben & Karriere
Rother wurde als Sohn des Geografieprofessors Klaus Rother in Düsseldorf geboren und verbrachte seine Kindheit und Jugend von 1982 bis 1997 im niederbayerischen Tiefenbach bei Passau. Nach dem Abitur im Jahr 1997 und dem anschließenden Zivildienst absolvierte er von 1999 bis 2002 eine Schauspielausbildung an der privaten Schauspielschule „Schauspiel München“. Zu seinen Lehrenden zählten unter anderem der Theaterregisseur Burkhard C. Kosminski und die Schauspielpädagogin Gisela M. Schmitz.
Seit Beginn seiner Karriere war Rother zunächst viele Jahre als Theaterschauspieler im deutschsprachigen Raum aktiv. Engagements führten ihn an namhafte Bühnen wie das Staatstheater Stuttgart, das Landestheater Bregenz, das Theater tri-bühne Stuttgart sowie das Ulmer Theater. Inzwischen liegt sein künstlerischer Schwerpunkt auf nationalen und internationalen Film- und Fernsehproduktionen - von Arthouse bis Mainstream. Eine Rückkehr auf die Theaterbühne schließt er dabei nicht aus. 
Internationale Aufmerksamkeit erlangte Rother durch seine Mitwirkung im Spielfilm In die Sonne schauen (engl. Sound of Falling) von Mascha Schilinski, der bei den Internationalen Filmfestspiele von Cannes 2025 mit dem Preis der Jury (Prix du Jury) ausgezeichnet wurde.
Neben seiner Tätigkeit als Schauspieler arbeitete Martin Rother auch als Regisseur und Filmemacher. Bereits 1999 war er Co-Regisseur und Hauptdarsteller des Spielfilms Alles Schwul (Regie: Cornelius Hellge, Martin Rother), der bei der Jufinale Niederbayern mit einem Sonderpreis ausgezeichnet wurde. 2013 drehte er den Kurzfilm Dancing the World, mit dem er beim Wormland Movie Award 48/90 in den Kategorien „Bester Film“ und „Bester Darsteller“ prämiert wurde. Sein Film All Things Pass wurde 2014 in die „Official Selection“ des 7. ZEBRA Poetry Filmfestivals in Berlin aufgenommen und lief zudem beim 5. International Dance Film Festival in Istanbul.
Rother lebt mit seiner Familie in Berlin-Mitte und auf Zypern.

## Filmografie (Auswahl)

### Kino
- 1999: Alles Schwul
- 2005: Videoslaves
- 2006: 15 Minuten Wahrheit
- 2007: SS – Jew
- 2007: Weitertanzen
- 2008: 007 - Quantum Of Solace
- 2013: Being Martin Rother
- 2013: Paula & Paul
- 2018: Ronny & Klaid
- 2018: Da unten im Himmel
- 2025: In die Sonne schauen

### Fernsehen
- 2005: Metropolis II – Geheimauftrag Konstantinopel
- 2006: SOKO 5113 – Tödliche Spekulation
- 2007: Tatort – Fettkiller
- 2007: Die Rosenheim-Cops – Die tote Geliebte
- 2007: Familie Sonnenfeld – Folge 6 Veränderungen
- 2008: Unter Uns
- 2009: Der Alte — Folge 349: Oder du stirbst
- 2010: Die Rosenheim-Cops – Der letzte Atemzug
- 2010: Familie macht glücklich
- 2010: Sechs Tage Angst
- 2012: Alles was zählt
- 2013: Gute Zeiten, schlechte Zeiten
- 2013: Die Ahnen der Queen
- 2013: Griff nach der Weltherrschaft
- 2016: Terra X: Ein Tag im Mittelalter
- 2017: Die Spezialisten - Staffel 3, Folge 5 Der Umzug
- 2018: Terra X: 1000 Jahre Wormser Dom
- 2018: Beck is back! – Staffel 2, Folge 1 Ein Herz für Lilly
- 2019: Terra X: Magellans Reise um die Erde
- 2022: Triff …/Episodenliste – Staffel 5, Folge 5 "Triff Gudridur"
- 2023: Das Küstenrevier
- 2023: Der Bergdoktor – Staffel 17, Folge 3 "Schuld"
- 2024: SOKO Leipzig – Jäger und Gejagte

## Theaterrollen (Auswahl)
- Leo Leike in Gut gegen Nordwind
- Titelrolle in Hamlet
- Franzeck in Die Probe
- Brindsley Miller in Black Comedy
- Titelrolle in Amphitryon
- Karl Moor in Die Räuber
- Truffaldino in Der Diener zweier Herren
- Ödipus in König Ödipus
- Demetrius in Ein Sommernachtstraum
- Valene in Der einsame Westen
- Bazillus in Der tollste Tag
- Titelrolle in Mein Vater Che Guevara
- Peter Hell & Horch in Die Hochzeit
- Titelrolle in Cenodoxus